# Теленовелла
Теленовелла (исп. Telenovela, порт. Telenovela, Minissérie) — телесериал, имеющий законченную сюжетную линию, выпущенный, как правило, в Латинской Америке. Зародился в 1950-х годах и в итоге стал ведущим жанром в прайм-тайм на телевидении этих стран.
Формат теленовеллы, как правило, отличается от американских мыльных опер, которым присуще большое сюжетное разнообразие. В теленовеллах центральное место чаще всего занимает пара и её романтическая история как двигатель сюжета. Также теленовеллы имеют ограниченную перспективу трансляции — порядка шести месяцев, а количество эпизодов варьируются от 180 до 200, хотя в случае рейтингового успеха число может быть больше.
Теленовеллы 1950-х и 1960-х годов были в первую очередь адаптациями романов или других литературных произведений, и лишь несколько латиноамериканских сценаристов писали оригинальные сюжеты. К концу 1960-х производители начали создавать оригинальные сюжеты, благодаря чему теленовеллы стали больше зависеть от культурной среды страны, в которой они снимались. С тех пор основными производителями стали Televisa, Telefe, Venevision и Globo, ведущие телесети в Мексике, Аргентине, Венесуэле и Бразилии соответственно. Они не только производили контент, но и экспортировали его в другие латиноамериканские страны и остальную часть мира.
К 2018 году появились некоторые признаки угасания популярности теленовелл.